# Christoph Mattern
Christoph Mattern (též Matter) (13. prosince 1661 v Těšíně (?) – 21. května 1721 v Goa) byl jezuitský misionář a lékárník.
Do jezuitského řádu vstoupil roku 1681. Od roku 1710 působil na misii v Goa v Indii, kde vedl špitál. V Goa přijal kněžské svěcení.